# Alexandre Moritz
El profesor Alexander Moritzi (o Alexandre Moritz) (24 de febrero de 1806-23 de mayo de 1850) fue un naturalista suizo, nacido en Chur, Graubünden. Sus Réflexions sur l'espèce en histoire naturelle (‘Reflexiones sobre las Especies en la Historia Natural’) fueron publicadas en 1842 y reeditadas en 1934. Ese texto, que contiene muchas observaciones sobre animales y vegetales, es considerado un precursor de la teoría de la evolución de Charles Darwin.
Rumex nivalis fue primeramente descubierto por Moritzi en 1836 en los Alpes Suizos.

## Otras publicaciones
- Die Pflanzen Graubündens : ein Verzeichniss der bisher in Graubünden gefundenen Pflanzen. Neuchâtel, 1839.
- Die Flora der Schweiz. Zúrich & Winterthour, 1844.
- Systematisches Verzeichniss der von H. Zollinger in den Jahren 1842-1844, auf Java gesammelten Pfanzen, nebst einer kurzen Beschreibung der neuen Gattungen und Arten. Soleure, 1845-1846.

## Honores

### Eponimia
Género
- (Boraginaceae) Moritzia DC. ex Meisn. -- Pl. Vasc. Gen. Meisner 280 1840 (IK) Avannesia A.DC.[2]

Especies (63 + 112 + 23 registros IPNI)
- (Adiantaceae) Myriopteris moritziana (Kunze) Grusz & Windham—PhytoKeys 32: 59. 2013.
- (Asteraceae) Chromolaena moritziana (Sch.Bip. ex Hieron.) R.M.King & H.Rob.—Phytologia 20: 203. 1970 (IK).
- (Asteraceae) Pseudognaphalium moritzianum (Klatt) V.M.Badillo—BioLlania, Ed. Espec. 6: 237. 1997 (GCI).
- (Gesneriaceae) Brachyloma moritzianum C.D.Bouché & Hanst. -- Linnaea 29: 524. 1859 (GCI).
- (Lycopodiaceae) Huperzia moritzii (Nessel) Holub—Folia Geobot. Phytotax. 26(2): 93. 1991 (IF).
- (Myrtaceae) Calycolpus moritzianus (O.Berg) Burret—Repert. Spec. Nov. Regni Veg. 50: 57. 1941 (GCI).
- (Orchidaceae) Humboltia moritzii (Rchb.f.) Kuntze—Revis. Gen. Pl. 2: 668. 1891 [5 Nov 1891] (GCI).
- (Solanaceae) Cestrum moritzii Dunal & Pittier—J. Wash. Acad. Sci. 1932, xxii. 33, descr. emend. (IK).
- (Rophulariaceae) Antirrhinum × chavannesii Rothm.[3]